# Chrysophyllum brenesii
Chrysophyllum brenesii är en tvåhjärtbladig växtart som beskrevs av Arthur John Cronquist. Chrysophyllum brenesii ingår i släktet Chrysophyllum och familjen Sapotaceae. Inga underarter finns listade i Catalogue of Life.